# نایس‌ویل (فلوریدا)
نایس‌ویل (به انگلیسی: Niceville) شهری در شهرستان اوکالوسا ایالت فلوریدا است که در سال ۱۹۳۸ بنیان‌گذاری شده‌است. این شهر طبق سرشماری سال ۲۰۱۰ میلادی، ۱۲٬۷۴۹ نفر جمعیت داشته و مساحت آن نیز ۲۹٫۴ کیلومتر مربع است.